# Kudimkar
Kudimkar (oroszul: Кудымкар) város Oroszország Permi határterületén, a Komi-permják körzet közigazgatási központja, a Kudimkari járás székhelye. A körzet egyetlen városa.
Lakossága: 28 967 fő (a 2010. évi népszámláláskor).

## Fekvése
A Permi határterület északnyugati részén, Permtől kb. 215 km-re, az Inyva (a Káma mellékfolyója) partján, a Kuva mellékfolyó torkolatánál helyezkedik el. Sík, erdővel borított vidéken, nagyobb részt a két folyó bal partján fekszik. 
A legközelebbi vasútállomás a transzszibériai vasútvonal Perm–Verescsagino közötti szakaszán lévő Mengyelejevo (104 km). Országút köti össze kelet felé a Káma parti kisebb kikötővel (kb. 80 km), valamint észak felé a komi-permják járások székhelyeivel is.

## Története
A város előtörténete Izjur komi-permják településsel (7–15. század) kezdődött, erre utalnak a régészeti leletek. Kudimkar falu első írásos említése 1579-ből származik, amikor a területet már oroszok is lakták. 1609-ben egy kisebb körzet igazgatási központja lett. 1801–1872 között a helységben volt a Sztroganovok Inyva környéki birtokainak központja. A település és az egész körzet szempontjából fontos előrelépés volt, hogy Sztroganova földbirtokosnő engedélyt adott híd megépítésére az Inyva folyón.
1925-től Kudimkar a Komi-Permjak nemzeti körzet központja volt és fontos szerepet játszott a helyi értelmiség kialakulásában. Tanítóképzője (1927), nővérképzője (vagy egészségügyi iskola, 1931), valamint erdészeti (1929) és mezőgazdasági (1930) technikuma nyílt. Az 1920-as évek végétől az 1930-as évek közepéig a helyi gazdaság fellendítésére és a lakosság ellátására több kisebb vállalatot: vasöntödét, fa- és lenfeldolgozó, bőr- és cipőipari, tejfeldolgozó és édesipari üzemet alapítottak. A település 1938-ban kapott városi rangot.

## Népesség
- 1959-ben 21 801 lakosa volt.
- 1970-ben 26 350 lakosa volt.
- 1989-ben 33 451 lakosa volt.
- 2002-ben 31 914 lakosa volt, melynek 61,3-a komi, 36,4%-a orosz.
- 2010-ben 28 984 lakosa volt, melynek 53%-a komi, 45,2%-a orosz.

## Körzeti közigazgatási központ
- A szovjet hatalom idején, 1925. február 26-án megalapították a Komi-Permjak nemzeti körzetet, mely előbb az Uráli terület, majd a Szverdlovszki terület, végül a Permi terület része volt. A körzet központja Kudimkar lett és nyolcvan évig változatlan formában az is maradt.
- 1977-ben az addigi Komi-Permjak nemzeti körzetet Komi-Permjak autonóm körzetté nyilvánították.
- 1992-ben, a Szovjetunió felbomlása után a Komi-Permjak autonóm körzet a föderáció egyik önálló alanya (szubjektuma) lett, bár továbbra is a Permi területhez tartozott.
- A 2003-ban tartott népszavazás eredményeként 2005. december 1-jén a Komi-Permjak autonóm körzet és a Permi terület egyesítésével létrehozták a Permi határterületet, azon belül különleges területi közigazgatási egységként – de már nem a föderáció önálló alanyaként – a Komi-Permjak körzetet. Kudimkar a körzet közigazgatási központja maradt.[3]

## Gazdasága
A nagy iparvidékektől és a fő közlekedési útvonalaktól távol fekvő Kudimkar erdőgazdasági és mezőgazdasági területek lokális központja. Nincs igazán nagy, a város egész életét meghatározó ipari létesítménye. Helyi jelentőségű ipari üzemei főként mezőgazdasági termékek feldolgozásával foglalkoznak. Az 1990-es évekig jelentős vállalat volt a több mint ezer főt foglalkoztató elektromechanikai gyár (a permi műszergyár fiókintézménye).

## Oktatás, kultúra
Oktatási és kulturális intézmények: 
- Az Udmurt Állami Egyetem kudimkari fiókintézménye (1996)[5]
- Az Uráli Erdészeti Egyetem kudimkari kihelyezett tagozatát egy központi szakmai revízió során – az ország több más felsőoktatási intézményével együtt – 2013-ban lényegében bezárásra ítélték.[6]
- Komi-Permjak Tanár-továbbképző Intézet (1944-ben alapították).[7]

Az 1920-as – 1930-as évek fordulóján nyílt szakiskolák (vagy jogutódjaik) napjainkban is működnek:
- Pedagógiai kolledzs (1927)[8]
- Erdészet-gépipari technikum (1929)[9]
- Mezőgazdasági technikum (1930)[10]
- Egészségügyi szakiskola (1931)[11]

A város színházát 1931-ben alapították. Jellemzője, hogy az orosz mellett rendszeresen játszik komi-permják nyelvű darabokat is. A város büszkeségének tartott színházépületet 2002-ben teljes felújításra bezárták. A felújítás elhúzódott, több mint tíz éven át a társulat máshol játszott. 2014 novemberében végleg birtokba vehették az épületet, melynek felújítása több mint egymilliárd rubelbe került.
A helytörténeti múzeum P. I. Szubbotyin-Permjak nevét viseli.
A Kuva folyó bal partján, a város legmagasabb pontján találhatók Izjur (jelentése 'kőfej') egykori település maradványai, orosz nevén Krasznaja Gorka. A hely az egyik komi-permjak törzs központja lehetett, az ott előkerült régészeti leletek az ún. rodanovói kultúra anyagait gazdagítják.
A régi korok fennmaradt emlékei közül kiemelkedik a 18. század végén épült Nyikolszkij-székesegyház és a Sztroganovok egykori igazgatási épülete (19. század első fele).